# Lenny McLean
Leonard «Lenny» John McLean (Hoxton, 9 de abril de 1949 - Londres, 28 de julio de 1998) fue un boxeador, guardaespaldas, empresario, peleador callejero y actor británico. Era conocido como The Guv'nor («El Jefe»), The King of the Cobbles («El Rey de los Adoquines») y The Hardest Man in Britain («El Hombre Más Duro de Gran Bretaña»).
La reputación de McLean como boxeador comenzó en el East End de Londres a finales de la década de 1960 y se mantuvo hasta finales de la de 1980. En su autobiografía, declaró haber participado en entre 2.000 y 3.000 peleas sin licencia. En su mejor momento, McLean, de 1,91 m (6 pies 3 pulgadas) de altura, pesaba más de 130 kg (280 lb) y era considerado el «campeón no oficial de peso pesado de Gran Bretaña».
Además de boxear sin licencia, McLean era un matón en el submundo criminal londinense. Como figura respetada y temida, solía relacionarse con criminales infames como los gemelos Kray, Ronnie Biggs y Charles Bronson. También era conocido en la escena nocturna londinense como portero de seguridad, donde solía gestionar la seguridad, incluyendo locales frecuentados por famosos en los años 80, como el Club del Equipo de la Semana de Garth Crooks, en Hounslow.
En sus últimos años, McLean se convirtió en actor y recibió elogios por interpretar a Barry el Bautista en la comedia de gánsteres de Guy Ritchie llamada Lock, Stock and Two Smoking Barrels. Falleció en julio de 1998, poco antes del estreno de la película.

## Biografía

### Primeros años
Lenny McLean nació en una familia numerosa de clase trabajadora en Hoxton, en el East End de Londres. Su padre, Leonard John McLean Sr., había sido infante de marina durante la Segunda Guerra Mundial, pero tras quedar debilitado por una enfermedad casi mortal que contrajo en la India, se convirtió en un pequeño delincuente y estafador. Murió cuando Lenny tenía cuatro años.
La madre de Lenny, Rose, se volvió a casar con Jim Irwin, quien también era un delincuente de poca monta. Irwin era un alcohólico violento que maltrató físicamente a Lenny y a sus hermanos durante muchos años. A los diez años, McLean ya había sufrido numerosas fracturas. Sin embargo, cuando Raymond, el hermano pequeño de Lenny, fue golpeado brutalmente con un cinturón, el tío abuelo de McLean, Jimmy Spinks, un gánster local, atacó a Irwin, casi matándolo, y amenazó con degollarlo si alguna vez necesitaba regresar para proteger a los niños.
McLean admiró a su tío abuelo desde entonces, y cuando se convirtió en peleador callejero, dijo que consideraba que cada victoria se debía a su vulnerable yo de joven. Expresaba la rabia derivada de su infancia abusiva con tal desenfreno que a menudo se necesitaban varios hombres para separarlo de su oponente derrotado, lo que le valió el apodo de «Len de los Diez Hombres» debido a la cantidad de hombres necesarios para contenerlo.

### Carrera como boxeador sin licencia
Durante su adolescencia, McLean se relacionó con varios delincuentes locales. Fue arrestado por delitos menores y cumplió 18 meses de prisión. Tras ser despedido de su primer trabajo legítimo por golpear a su capataz, realizó trabajos esporádicos. A los quince años, McLean se dio cuenta de que podía ganarse la vida luchando y lo convirtió en su principal fuente de ingresos.
El primer combate de boxeo sin licencia de McLean surgió tras un encuentro casual al final de su adolescencia. Cuando su coche se averió en el túnel de Blackwall, lo abandonó y fue a comprar uno nuevo a un socio llamado Kenny Mac, un vendedor de coches usados de Kingsland Road, solo para descubrir que el repuesto también falló rápidamente. McLean regresó más tarde para exigir la devolución de su dinero. En lugar de reembolsarle el dinero, Mac le ofreció un coche nuevo a cambio de que participara en uno de sus combates de boxeo sin licencia esa misma noche en su patio. Su oponente duró menos de un minuto, lo que le valió a McLean 500 libras, un premio considerable en aquel entonces. Mac y McLean se hicieron amigos y, en numerosos combates posteriores, Mac actuó como mánager de McLean. McLean se convirtió en el boxeador callejero a puño limpio más conocido de Gran Bretaña.
Cuando Frank Warren fundó el Consejo Nacional de Boxeo en la década de 1970, este permitió a los boxeadores clandestinos más duros del país competir legalmente. McLean, incapaz de obtener la licencia de boxeador debido a su reputación de violento y su extenso historial criminal, se adentró en el mundo del boxeo sin licencia, que, aunque legal, no estaba sancionado por la Junta Británica de Control de Boxeo. Rápidamente se convirtió en una de sus estrellas más brillantes y se ganó una reputación temible. McLean tuvo una trilogía de combates sin licencia con su archirrival Roy «Pretty Boy» Shaw. Perdió contra Shaw una vez por sumisión verbal, lo cual justificó alegando que sus guantes habían sido manipulados, lo que reducía su maniobrabilidad. McLean venció a Shaw en la revancha con un dramático nocaut en el primer asalto, en el que Shaw fue físicamente expulsado del ring. En su último combate, McLean puso fin a la rivalidad con un brutal nocaut en el primer asalto en el Rainbow Theatre de Finsbury Park, en septiembre de 1978.
Gran parte de la carrera de McLean no puede verificarse, ya que sus peleas no estaban sancionadas por las autoridades del boxeo. Se sabe que perdió varias peleas, aunque siempre sostuvo que nunca había perdido una «sobre el empedrado» ni fuera del ring. En combates sin licencia, fue noqueado dos veces por Cliff Field, perdió por KO contra George «Pappy» Langley y también cayó por puntos contra Kevin Paddock. En su autobiografía, McLean afirmó haber competido en casi 4000 peleas a lo largo de tres décadas, y dijo haber ganado la gran mayoría de ellas.[cita requerida]

### Etapa actoral
McLean apareció de forma destacada en un documental televisivo sobre el personal de seguridad de clubes nocturnos, titulado Bounce: Behind The Velvet Rope. Se inclinó por la actuación después de que sus amigos del mundo del espectáculo Mike Reid y Freddie Starr, a quienes había «cuidado» como guardaespaldas, le presentaran un agente.
Tras un breve cameo no anunciado como espectador de primera fila en el drama The Krays (1990), McLean interpretó al gánster Eddie Davies en el drama de aduanas The Knock de ITV y tuvo un pequeño papel como jefe de policía en El quinto elemento (1997). Su papel más importante y famoso fue en Lock, Stock and Two Smoking Barrels (1998), de Guy Ritchie, donde interpretó al ejecutor criminal Barry el Bautista.

### Últimos años y muerte
Durante el rodaje de Lock, Stock and Two Smoking Barrels, McLean enfermó de lo que creyó ser una gripe. Le diagnosticaron pleuresía. Una radiografía posterior confirmó que padecía cáncer de pulmón, con metástasis cerebral. Falleció poco después, el 28 de julio de 1998, en Bexley, Londres, pocas semanas antes del estreno de la película. Ritchie le dedicó la película y modificó las vallas publicitarias para mostrar a McLean como homenaje.